# 乌兹别克斯坦人口
烏茲別克人口，泛指在中亞國家烏茲別克境內定居的人群。

## 概論
烏茲別克是中亞人口最多的國家。其人口為 3,680 萬人（截至2024年1月），佔中亞總人口的近一半。
烏茲別克的人口非常年輕：30.1%的人口年齡在14歲以下。根據 1996 年估計，其他民族包括俄羅斯人（佔總人口的 2.1%）、塔吉克人（4.8%）、哈薩克人（3%）、卡拉卡爾帕克人（2.5%）和韃靼人（1.5%）。烏茲別克有一批朝鮮族人口，他們在 1937 年至 1938 年期間從蘇聯遠東地區被強行遷移到該地區。烏茲別克也有一小群亞美尼亞人，主要分佈在塔什干和撒馬爾罕。該國 94% 是穆斯林（主要是遜尼派），3%是東正教，3% 是其他信仰（包括韓國基督徒、其他基督教教派、佛教徒、巴哈伊教徒等的小社區）。布哈拉猶太人在中亞（主要是烏茲別克）生活了數千年。1989年，烏茲別克有94,900名猶太人（根據1989年人口普查，約佔總人口的0.5% ），但自蘇聯解體以來，大多數中亞猶太人離開該地區前往美國或以色列。烏茲別克仍有 5,000 多名猶太人。